# Vlag van Jubbega-Schurega-Hoornsterzwaag

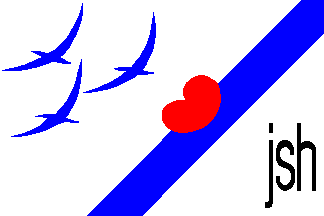
Vlag van Jubbega-Schurega-Hoornsterzwaag

De vlag van Jubbega-Schurega-Hoornsterzwaag is de dorpsvlag van het Nederlandse dorpen Jubbega, Schurega en Hoornsterzwaag, in de Friese gemeente Heerenveen. De vlag is in 1997 in gebruik en destijds ook ontworpen. De vlag heeft een wit veld. De blauwe drie vogels verwijzen naar de drie dorpen. De blauwe schuine baan en een rode pompeblêd zijn ontleend uit de vlag van Friesland. De zwarte kleine letters 'jsh' staan voor Jubbega - Schurega - Hoornsterzwaag. Jubbega-Schurega is de officiële naam voor Jubbega en Hoornsterzwaag ligt een eindje verderop.